# Calineuria californica
Calineuria californica är en bäcksländeart som först beskrevs av Banks 1905.  Calineuria californica ingår i släktet Calineuria och familjen jättebäcksländor. Inga underarter finns listade i Catalogue of Life.